# Das Kindermädchen (Fernsehreihe)
Das Kindermädchen ist eine Fernsehreihe die seit dem Jahr 2017 im Rahmen der Reihe Endlich Freitag im Ersten ausgestrahlt wird. Die Folgen haben eine Länge von ca. 90 Minuten. Die Hauptrollen spielt Saskia Vester, die auf ihrer Flucht vor dem Arbeitsamt als selbsternanntes Kindermädchen durch die Welt reist und Familien mit ihren Problemen zur Seite steht.

## Handlung
Nachdem Henriette Höffner nach fast 40 Jahre ihren kleinen Kioskbetrieb nicht mehr halten kann, muss sie notgedrungen zum Arbeitsamt und feststellen, dass für ihre Altersgruppe kaum noch Stellen zu finden sind. Berufsberater Loibinger versucht ihr zwar einiges nahezubringen und verweist auf eine Umschulung, aber da hat die eigensinnige Henriette schon ihre eigene Idee: Obwohl sie gar keine Ausbildung dafür hat, bietet sie sich online als Kinderbetreuerin an. Diese Strategie hat Erfolg und Henriette sucht sich die lukrativsten Anfragen heraus, die sie stets in die weite Welt hinaus führen. Da ihre Kunden stets deutschstämmig sind, hat sie in den Familien keine sprachlichen Probleme, im landesspezifischen Umfeld dann allerdings schon. Henriette weiß sich aber immer zu helfen und notfalls hilft auch mal Zeichensprache. Selbstbewusst und couragiert geht sie ihren Weg und erzieht dabei nicht nur die Kinder anderer Leute, sondern oftmals die Eltern gleich mit.
Was bei fremden Menschen funktioniert, schafft Henriette bei ihrer eigenen Familie leider nicht. Zwischen ihr und ihrer Tochter herrscht oftmals Funkstille und lediglich Enkel Toby ist das Verbindungsglied zwischen den beiden Frauen.
Berufsberater Loibinger (Folge 1–3 Jürgen Tonkel, Folge 4 Gerhard Wittmann) kommt stets dahinter, dass Henriette oftmals auf eigene Faust unterwegs ist, da sie ihm aber sympathisch ist, versucht er ihre Eskapaden zu decken.

## Episodenliste
| Nr. | Originaltitel                                                    | Erstausstrahlung | Regie         | Drehbuch           | Zuschauer |
| --- | ---------------------------------------------------------------- | ---------------- | ------------- | ------------------ | --------- |
| 1   | Das Kindermädchen – Mission Mauritius (auch Henriette im Anflug) | 20. Okt. 2017    | Peter Gersina | Martin Rauhaus     | 4,55 Mio. |
| 2   | Das Kindermädchen – Mission Südafrika                            | 28. Dez. 2018    | Udo Witte     | Robert Krause      | 4,56 Mio. |
| 3   | Das Kindermädchen – Mission Kanada                               | 4. Jan. 2021     | Sascha Bigler | Claudia Kratochvil | 4,49 Mio. |
| 4   | Das Kindermädchen – Mission Italien                              | 21. Mai 2021     | Sascha Bigler | Simon X. Rost      | 4,63 Mio. |

## Rezeption

### Kritik
Tilmann P. Gangloff von Tittelbach.tv urteilte: „Henriette Höffner (Saskia Vester), pleitegegangene Kioskbesitzerin, hat sich zur ‚Premium-Nanny‘ hochgestapelt und reist nun durch die Welt, um den Nachwuchs reicher Leute zu beaufsichtigen. Die Kinder sind zwar nicht immer ganz pflegeleicht, aber selbstredend liegt das eigentliche Problem stets bei den Eltern.“ „Saskia Vester spielt ihre übliche Rolle als bodenständige patente Bayerin, und auch sonst orientiert sich ‚Das Kindermädchen‘ […] am klassischen Freitagsfilm im ‚Ersten‘.“ Die Filmreihe „fällt auch keineswegs aus dem üblichen Rahmen, doch zur erwartbaren Romanze kommt es zum Beispiel nicht.“ „Die Geschichten ähneln sich, nur die Schauplätze wechseln.“